# SKAN
Die SKAN AG mit Sitz in Allschwil ist ein in der Reinraumtechnologie, Isolatortechnik und Kontaminations-Kontrolle international tätiges Schweizer Unternehmen. Die Firma ist Weltmarktführer bei Isolatoren für vollautomatisierte Prozesse und beliefert global tätige Pharmakonzerne, Forschungslaboratorien der Pharma- und Biotechindustrie sowie Hochschulen und Universitäten. Die Unternehmensgruppe beschäftigt mehr als 1600 Mitarbeiter und erwirtschaftete 2024 einen Umsatz von ca. 365 Millionen Schweizer Franken.

## Firmenaufbau
Die Dachgesellschaft der einzelnen Unternehmungen von SKAN bildet die SKAN Holding. Unter diesem Dach firmieren sich folgende Unternehmen zu einer Gruppe, wobei die SKAN AG in der Schweiz den grössten Anteil stellt:
- SKAN AG, Allschwil, Schweiz
- SKAN US Inc., Raleigh, USA
- SKAN Japan, Okinawa, Japan
- SKAN Deutschland GmbH, Görlitz, Deutschland
- SKAN Stein AG, Stein, Schweiz  (bis Dez. 2017 Hasler Maschinen- & Apparatebau AG)
- SKAN do Brasil, Barueri, Sao Paulo, Brasilien[4]
- Aseptic Technologies S.A., Gebloux/Les Isnes, Belgien
- Metronik, führende Anbieterin für digitale und automatisierte Systeme und Lösungen für den Life-Sciences-Sektor (Übernahme 2025).[5]

## Tätigkeitsgebiet
Das Kerngeschäft von SKAN umfasst die Entwicklung, Herstellung und Vertrieb von Anlagen und Produkten der Reinraumtechnik und Isolatorentechnik für die Pharmaindustrie. Diese finden auch Anwendung in der Uhren- und der Nahrungsmittelindustrie, in Spitälern und Apotheken.
SKAN stellt verschiedenartige Isolatoren her. Diese dienen zum Schutz des Produktes, des Personals und der Umgebung bei sterile und toxische Anwendungen in der Produktion, Qualitätskontrolle, Sterilarbeit sowie Pulver- und Wirkstoffverarbeitung. Weiter produziert das Unternehmen frei im Raum aufstellbare Workstations, die als geschützte Arbeitsplätze für das Arbeiten mit aktiven Substanzen benötigt werden sowie Laminarflowanlagen und Werkbänke.
Darüber hinaus stellt Skan mobile Filterabzüge und Reinraumzubehör für den Laborbereich und Partikelzähler für Luft, Gas und Flüssigkeiten für den Labor- und Industriebereich her.

## Geschichte
SKAN wurde 1968 durch Peter Baumann als Handelsfirma für Spital- und Laborausrüstungen, Laminarflowanlagen und Bioreaktoren, die dieser aus Skandinavien einführte, gegründet.
Als Schweizer Exklusivpartner übernahm das Unternehmen 1972 die Mikrofiltrationsvertretung von der damaligen Gelman Sciences Inc. und Mitte der 1970er Jahre verschiedene US- und EU-Vertretungen für die Schweiz. In einem kleineren Rahmen begann SKAN auch selber Produkte zu entwickeln.
Die ersten Isolatoren importierte die Firma für das Kantonsspital Basel, wo Ende der 1970er Jahre Laminarflow Isolatoren Systeme mit integriertem, vollautomatisierten PES-Dekontaminationssystem für Patientenbehandlung in Betrieb genommen wurden.
Ende der 1990er Jahre entwickelte das Unternehmen das weltweit erste integrierte H2O2 Dekontaminationsverfahren und Zyklusentwicklungsmethodik. In der Folge entwickelte Skan weitere Isolatoren und Anlagen und baute seine Geschäftstätigkeit für verschiedene Branchen international aus.
1993 richtete sich das Unternehmen neu aus mit Schwerpunkt auf eigengefertigte Produkte. Die ersten wurden 1993 in der Schweiz in Betrieb genommen und ab 1995 im Ausland. Im gleichen Jahr kam es zu einem Management-Buy-out, bei dem Robert Schuppli sowie fünf Partner das Unternehmen übernahmen. Zwei von ihnen sind im Verlaufe der Zeit altershalber ausgeschieden. Im Jahre 2000 erfolgte die Gründung von Tochterfirmen in den USA, Japan und Deutschland. Im Jahre 2024 kam der Standort Brasilien hinzu.